# Hedonische waarde
De hedonische waarde is een maat voor de (on)aangenaamheid van een geur. Hierbij wordt gewerkt met een beoordelingsschaal die loopt van uiterst aangenaam tot uiterst onaangenaam. De aangenaamheid van geuren hangt echter samen met de geurconcentratie, uitgedrukt in ouH/m3 (hedonische geureenheden per kubieke meter gas) dan wel ouE/m3 (Europese geureenheden of European odour units per kubieke meter). Bij metingen volgens de voornorm NVN 2818 van het Nederlands Normalisatie-instituut (NEN) wordt de geurconcentratie daarom tegen de hedonische waarde uitgezet. 

## Werkwijze
De hedonische waarde van een geur wordt volgens de werkwijze van NVN 2818 bepaald door een panel van waarnemers de aangenaamheid van die geur te laten beoordelen. Zij kunnen de aangenaamheid uitdrukken in een cijfer op een schaal van -4 tot +4, waarvan alleen het middelste cijfer en de uitersten (dus 0, -4 en +4) zijn gedefinieerd.
| Waarde | Betekenis           |
| ------ | ------------------- |
| +4     | uiterst aangenaam   |
| +3     |                     |
| +2     |                     |
| +1     |                     |
| 0      | neutraal            |
| -1     |                     |
| -2     |                     |
| -3     |                     |
| -4     | uiterst onaangenaam |

Voorafgaand aan deze proef wordt volgens de standaardwerkwijze de geurconcentratie gemeten door aan dezelfde personen een luchtmonster met geurstof(fen) in verschillende verdunningen aan te bieden en zo te bepalen wat de gemiddelde waarnemingsgrens van deze groep personen is. Hierbij wordt gebruikgemaakt van een zogenaamde olfactometer, een toestel waarmee een geurhoudend monster met een neutraal gas kan worden verdund en aan de waarnemers wordt aangeboden.

## Doel en nut
De hedonische waarde is een middel om de mate van geurhinder te voorspellen. Hierbij valt te denken aan bijvoorbeeld de geuroverlast die bedrijven bij omwonenden kunnen veroorzaken. Meten hoe geuren worden beleefd, is dan van belang voor het milieuvergunningenbeleid.
In Nederland bestaat geen eenduidige norm voor geurhinder; deze wordt door het bevoegd gezag bepaald. Dit geldt ook indien gebruik wordt gemaakt van de hedonische waarde. Vaak wordt daarbij onderscheid gemaakt tussen bestaande en nieuwe situaties. Algemeen wordt aangenomen dat een concentratie waarbij een hedonische waarde van -1 wordt bereikt tot een acceptabele mate van geurhinder leidt. In nieuwe situaties kan een strengere normstelling gewenst zijn.
In maart 2013 werd een herziening van de uit 2005 daterende norm NVN 2818 aangekondigd. Deze herziening van de NVN2818 werd in 2019 voltooid. 
Bij het beoordelen van de gereviseerde voornorm bleek de Raad van Accreditatie echter van mening, dat de voornorm wegens het ontbreken van prestatiekenmerken (beschrijving van de meetonzekerheid) niet accrediteerbaar was en daarom niet op de scope van de Nederlandse geurlaboratoria kon worden opgenomen. In eerste instantie bleef de accreditatie voor de 2005 versie van de voornorm gehandhaafd in de scopes. In juli 2024 heeft de normcommissie Geurmetingen van de NEN besloten om de NVN2818 (2019) in te trekken. Abusievelijk werd daarbij vermeld dat daarmee teruggevallen zou worden op de versie van 2005. Deze blijkt echter ingetrokken en niet meer te bestaan. Daarmee is er geen officiele beschrijving van de methodiek van hedonische metingen meer beschikbaar in Nederland.